# 1 Serpentis
1 Serpentis (M Virginis) é uma estrela na direção da constelação de Virgo. Possui uma ascensão reta de 14h 57m 33.22s e uma declinação de −00° 10′ 03.2″. Sua magnitude aparente é igual a 5.51. Considerando sua distância de 295 anos-luz em relação à Terra, sua magnitude absoluta é igual a 0.73. Pertence à classe espectral K1III.